# Lachlan Kennedy
Lachlan Kennedy (4 novembre 2003) è un velocista australiano.

## Biografia
La sua prima partecipazione a un campionato internazionale risale al 2022, quando ai campionati oceaniani under 20 di Mackay si classifica quarto nei 100 metri piani, terzo nei 200 metri piani e primo con la squadra australiana della staffetta 4×100 metri. L'anno successivo è medaglia d'argento nei 100 metri piani ai Giochi del Pacifico di Honiara, mentre nel 2024 prende parte ai Giochi olimpici di Parigi come componente della staffetta 4×100 metri, che non riesce a superare le batterie di qualificazione alla finale fermando il cronometro a 38"2.
Nel 2025, dopo aver fatto registrare il record oceaniano dei 60 metri piani all'aperto con il tempo di 6"43, prende parte ai campionati del mondo di atletica leggera indoor di Nanchino, dove conquista la medaglia d'argento nei 60 metri piani grazie alla prestazione di 6"50.

### Vita privata
Durante la sua carriera scolastica era un giocatore di rugby a 15. Avendo ricevuto la diagnosi di diabete di tipo 1 all'età di 15 anni, indossa un dispositivo di monitoraggio continuo del glucosio.

## Record nazionali
- 60 metri piani: 6"43 (+1,6 m/s) ( Canberra, 25 gennaio 2025)

## Progressione

### 60 metri piani
| Stagione | Tempo | Luogo    | Data      | Rank. Mond. |
| -------- | ----- | -------- | --------- | ----------- |
| 2025     | 6"43  | Canberra | 25-1-2025 | 1º          |

### 100 metri piani
| Stagione | Tempo | Luogo      | Data       | Rank. Mond. |
| -------- | ----- | ---------- | ---------- | ----------- |
| 2025     | 10"03 | Perth      | 1-3-2025   |             |
| 2024     | 10"20 | Townsville | 15-6-2024  |             |
| 2023     | 10"24 | Rhede      | 25-6-2023  |             |
| 2022     | 10"44 | Brisbane   | 12-11-2022 |             |
| 2021     | 10"51 | Brisbane   | 25-9-2021  |             |

### 200 metri piani
| Stagione | Tempo | Luogo      | Data       | Rank. Mond. |
| -------- | ----- | ---------- | ---------- | ----------- |
| 2025     | 21"19 | Adelaide   | 15-2-2025  |             |
| 2024     | 21"34 | Brisbane   | 27-1-2024  |             |
| 2023     | 20"93 | Gold Coast | 21-4-2023  |             |
| 2022     | 21"16 | Sydney     | 28-3-2022  |             |
| 2021     | 21"66 | Brisbane   | 12-10-2021 |             |

## Palmarès
| Anno | Manifestazione           | Sede      | Evento      | Risultato | Prestazione | Note |
| ---- | ------------------------ | --------- | ----------- | --------- | ----------- | ---- |
| 2022 | Campionati oceaniani U20 | Mackay    | 100 m piani | 4º        | 10"57       |      |
| 2022 | Campionati oceaniani U20 | Mackay    | 200 m piani | Bronzo    | 21"52       | w    |
| 2022 | Campionati oceaniani U20 | Mackay    | 4×100 m     | Oro       | 40"05       |      |
| 2023 | Giochi del Pacifico      | Honiara   | 100 m piani | Argento   | 10"49       |      |
| 2024 | Giochi olimpici          | Parigi    | 4×100 m     | Batteria  | 38"12       |      |
| 2025 | Mondiali indoor          | Nanchino  | 60 m piani  | Argento   | 6"50        |      |
| 2025 | World Relays             | Guangzhou | 4x100 m     | Batteria  | 38"33       |      |

## Campionati nazionali
- 1 volta campione australiano assoluto dei 60 metri piani (2025)
- 1 volta campione australiano under 20 della staffetta 4×100 metri (2022)

2022
- 8º ai campionati australiani under 20, 100 m piani - 17"31 (vento: +0,7 m/s)
- 4º ai campionati australiani under 20, 200 m piani - 21"31 (vento: +0,7 m/s)
- Oro ai campionati australiani under 20, staffetta 4×100 m - 39"90

2023
- 4º ai campionati australiani assoluti, 100 m piani - 10"37 (vento: 0,0 m/s)
- Eliminato in batteria ai campionati australiani assoluti, 200 m piani - 21"18 (vento: -1,1 m/s)

2025
- Oro ai campionati australiani assoluti su pista corta, 60 m piani - 6"51 (vento: +0,7 m/s)